# Kara (fleuve au Togo)
Pour les articles homonymes, voir Kara.
Le fleuve Kara, situé au nord du Togo, est un cours d'eau majeur qui traverse la région de la Kara, dont la ville éponyme est le chef-lieu. Ce fleuve, qui prend sa source dans le département de la Donga au Bénin, traverse le Togo en direction du nord-ouest, traversant la ville de Kara, avant de se jeter dans le fleuve Oti, à la frontière entre le Togo et le Ghana.

## Hydronymie

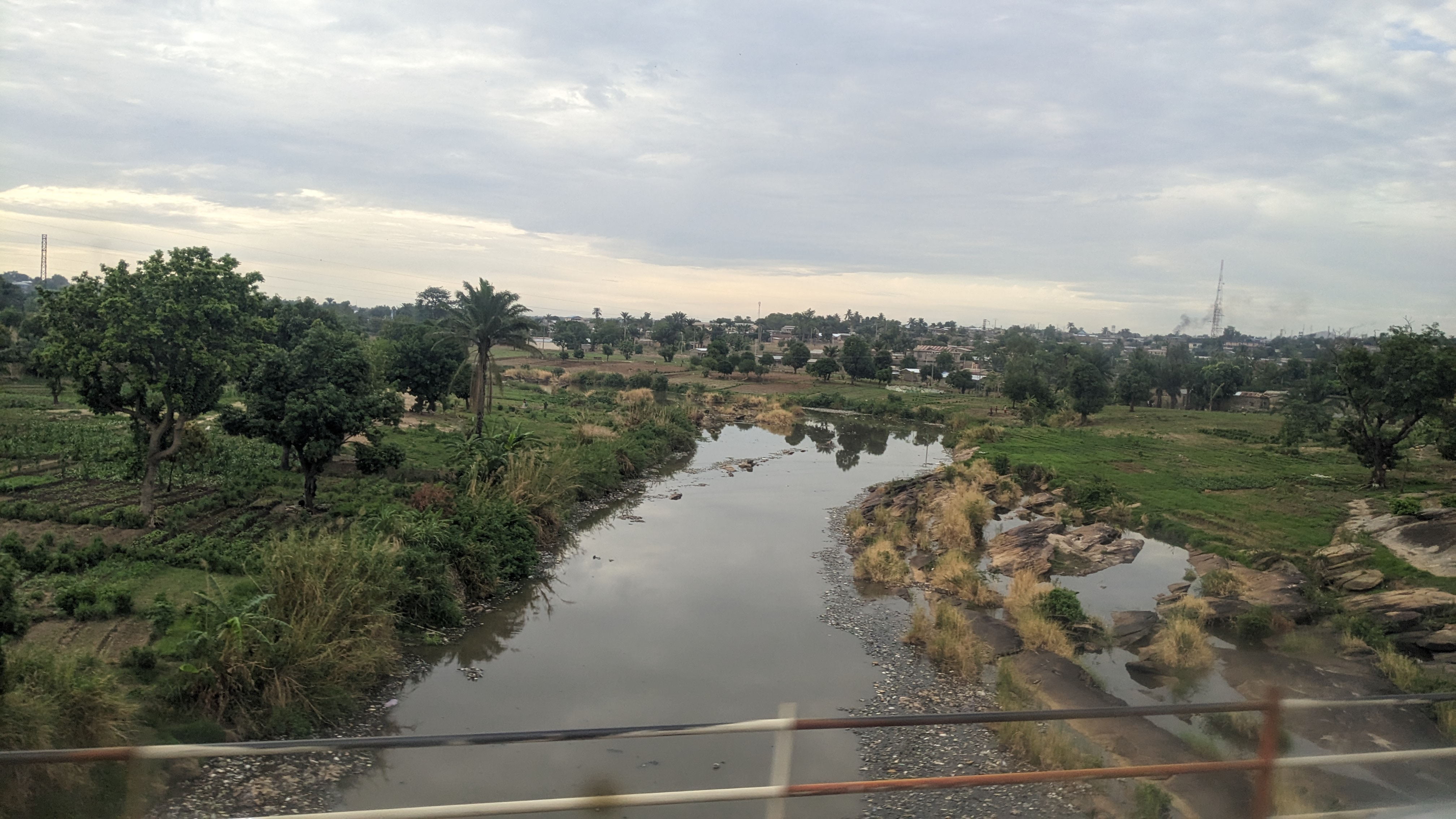
Photo du cours d'eau de la rivière Kara.

Le nom "Kara" attribué au fleuve traversant le nord du Togo et la ville éponyme pourrait dériver du terme "Kayawa" en langue Kabyè, signifiant "à cause de cet enfant". La rivière Kara prend sa source dans la Binah et se jette dans le fleuve Oti. Elle a donné son nom à la ville de Kara, située à 420 km au nord de Lomé. Cependant, les informations précises sur l'étymologie du nom "Kara" restent limitées, et il n'existe pas de consensus clair parmi les spécialistes quant à son origine exacte.

## Géographie

### Cours
Le fleuve Kara parcourt environ 400 kilomètres depuis sa source jusqu'à son embouchure. Il prend sa source au Bénin, dans la région de la Binah près de la chaîne de l'Atacora, à une altitude d'environ 350 mètres. De là, il s'écoule vers le nord-ouest, traversant des localités telles que Pagouda et la ville de Kara, qui tire son nom du fleuve. Après avoir traversé ces régions, le fleuve continue son cours en direction de l'ouest, recevant des affluents tels que la rivière Kpéléou sur sa rive gauche et la rivière Pang sur sa rive droite. Finalement, le fleuve Kara se jette dans le fleuve Oti, à la frontière entre le Togo et le Ghana, à une altitude d'environ 150 mètres. Ce parcours traverse des zones de savane et de forêts claires, caractérisées par une faible déclivité, ce qui favorise la formation de méandres et de plaines inondables le long de son cours.

### Source
Le fleuve Kara prend sa source dans la région de Donga, au Bénin, à proximité de la ville de Djougou, où il est nommé Donenga. Il s’écoule vers le nord, pénétrant le territoire togolais au niveau de la région de la Kara, traversant la ville éponyme, avant de rejoindre le fleuve Oti, situé à la frontière avec le Ghana. Ce trajet en direction du nord-ouest du Togo traverse des paysages variés, comprenant des montagnes comme celles de l’Atacora et des plaines fertiles dans la région de la Kara. Cette diversité géographique impacte à la fois les écosystèmes et les activités humaines qui y sont liées.

### Hydrologie
L’hydrologie du fleuve Kara est influencée par plusieurs facteurs, notamment la saisonnalité des pluies et les variations de température. Le fleuve est alimenté par des précipitations importantes en saison des pluies, qui durent généralement de mai à septembre. Cependant, les sécheresses périodiques ont des impacts majeurs sur son débit et sa régularité. Des études hydrologiques ont montré que la rivière subit des fluctuations de niveau qui affectent la navigation, l’agriculture et les ressources en eau de la région.

## Histoire
Le fleuve Kara, qui prend sa source dans la Binah et se jette dans le fleuve Oti, est une rivière énigmatique et profondément ancrée dans les croyances locales. Considérée comme une entité sacrée, elle est vénérée par les populations environnantes, qui lui offrent des sacrifices pour apaiser ses esprits supposément en colère. Toutefois, malgré ces rituels, le fleuve demeure associé à des événements tragiques, engloutissant chaque année des vies, souvent en saison sèche, lorsqu’il est perçu comme moins dangereux. Ces disparitions mystérieuses alimentent les superstitions, renforcées par des interdits tels que la traversée de la rivière avec un défunt ou à certaines heures. La légende veut également qu'elle soit hostile aux étrangers et aux personnes de teint clair. Le fleuve Kara incarne ainsi une part de mystère et de crainte, mêlant spiritualité et traditions ancestrales dans la région.

## Rôle économique et social
Le fleuve Kara joue un rôle fondamental dans la vie économique et sociale de la région. Il est crucial pour l'agriculture, la pêche et la vie communautaire des populations locales. 

### Agriculture et irrigation
Les rives du fleuve sont caractérisées par une végétation abondante et des terres propices à l’agriculture. Les paysans utilisent les eaux du fleuve pour irriguer les cultures maraîchères et autres plantations. Les terres irriguées offrent une grande productivité et permettent aux populations de subvenir à leurs besoins alimentaires. Les fruits et légumes cultivés dans cette région sont essentiels pour l’alimentation locale, mais aussi pour l'approvisionnement des marchés de la ville de Kara et des régions voisines.

### Pêche et sécurité alimentaire
La pêche est également une activité économique primordiale pour les habitants de la vallée du fleuve. Le fleuve Kara regorge de poissons, et cette ressource aquatique constitue un aliment de base pour de nombreuses familles, mais aussi une source importante de revenus. La pêche artisanale, bien que dominée par les techniques traditionnelles, reste un secteur clé pour la sécurité alimentaire et l'économie informelle de la région.

## Environnement

### Pollution et exploitation des ressources
La pollution de l’eau est l’un des problèmes majeurs affectant le fleuve Kara. L'agriculture intensive et l'exploitation minière à proximité des rives sont les principales causes de cette pollution. L’utilisation d’engrais chimiques et de pesticides dans les champs a conduit à un empoisonnement de l'eau, nuisant ainsi à la faune aquatique. La déforestation autour du fleuve contribue également à l'érosion du sol, ce qui entraîne un envasement du cours d’eau.

### Changements climatiques
Les changements climatiques jouent également un rôle dans la modification des régimes de précipitations et des niveaux d'eau du fleuve Kara. Les périodes de sécheresse prolongée alternent avec des inondations soudaines, perturbant ainsi les écosystèmes et les communautés riveraines. Ces variations extrêmes compliquent la gestion des ressources en eau et affectent l'agriculture et la pêche.

## Initiatives de conservation
Pour faire face à ces défis, des initiatives de conservation ont été mises en place. Le projet de développement agricole de la vallée du fleuve Kara vise à protéger environ 300 kilomètres carrés de la vallée du fleuve, en mettant l'accent sur la gestion durable des ressources en eau et la promotion de pratiques agricoles respectueuses de l'environnement.

### Gestion durable de l'eau et agriculture
Le Projet de Développement Agricole de la Vallée du Fleuve Kara, qui couvre une superficie de 300 kilomètres carrés, vise à gérer durablement les ressources en eau et à promouvoir des pratiques agricoles respectueuses de l'environnement. L'objectif est de protéger les rives du fleuve et de réduire l'impact des activités humaines sur la qualité de l'eau. Ce projet met également l’accent sur l’éducation des populations locales afin de leur faire prendre conscience des enjeux liés à la conservation du fleuve.

### Reforestation et protection de la biodiversité
Des efforts de reforestation ont été lancés pour contrer l'érosion des sols et améliorer la qualité de l'eau du fleuve. Des ONG et des associations locales travaillent à restaurer les écosystèmes naturels autour du fleuve Kara en replantant des arbres et en promouvant des techniques agricoles durables. Ces actions visent à renforcer la résilience de la région face aux changements climatiques.